# Форт-Дюшен (Юта)
Форт-Дюшен (англ. Fort Duchesne) — переписна місцевість (CDP) в США, в окрузі Юїнта штату Юта. Населення — 546 осіб (2020).

## Географія
Форт-Дюшен розташований за координатами 40°17′37″ пн. ш. 109°53′28″ зх. д. / 40.29361° пн. ш. 109.89111° зх. д. (40.293699, -109.891110).  За даними Бюро перепису населення США в 2010 році переписна місцевість мала площу 19,87 км², з яких 18,17 км² — суходіл та 1,70 км² — водойми.

### Клімат
| Клімат : Форт-Дюшен                                        | Клімат : Форт-Дюшен | Клімат : Форт-Дюшен | Клімат : Форт-Дюшен | Клімат : Форт-Дюшен | Клімат : Форт-Дюшен | Клімат : Форт-Дюшен | Клімат : Форт-Дюшен | Клімат : Форт-Дюшен | Клімат : Форт-Дюшен | Клімат : Форт-Дюшен | Клімат : Форт-Дюшен | Клімат : Форт-Дюшен | Клімат : Форт-Дюшен |
| Показник                                                   | Січ.                | Лют.                | Бер.                | Квіт.               | Трав.               | Черв.               | Лип.                | Серп.               | Вер.                | Жовт.               | Лист.               | Груд.               | Рік                 |
| Абсолютний максимум, °C                                    | 15,6                | 19,4                | 27,8                | 30,6                | 35,0                | 39,4                | 41,7                | 41,1                | 36,7                | 31,7                | 24,4                | 22,2                | 41,7                |
| Середній максимум, °C                                      | −2,1                | 2,1                 | 10,3                | 17,3                | 22,8                | 28,6                | 32,5                | 31,2                | 25,9                | 18,1                | 8,7                 | 0,2                 | 16,3                |
| Середній мінімум, °C                                       | −16,9               | −13,4               | −5,9                | −0,8                | 3,7                 | 7,6                 | 11,3                | 10,2                | 5,1                 | −0,9                | −7,2                | −13,8               | −1,7                |
| Абсолютний мінімум, °C                                     | −38,9               | −37,8               | −26,1               | −16,1               | −8,3                | −6,1                | −3,3                | −1,1                | −6,7                | −18,3               | −28,3               | −39,4               | −39,4               |
| Норма опадів, мм                                           | 10                  | 9                   | 11                  | 13                  | 16                  | 14                  | 13                  | 17                  | 19                  | 21                  | 9                   | 11                  | 163                 |
| ---------------------------------------------------------- | ------------------- | ------------------- | ------------------- | ------------------- | ------------------- | ------------------- | ------------------- | ------------------- | ------------------- | ------------------- | ------------------- | ------------------- | ------------------- |
| Джерело: http://www.wrcc.dri.edu/cgi-bin/cliMAIN.pl?ut2996 |                     |                     |                     |                     |                     |                     |                     |                     |                     |                     |                     |                     |                     |

## Демографія
Згідно з переписом 2010 року, у переписній місцевості мешкало 714 осіб у 205 домогосподарствах у складі 167 родин. Густота населення становила 36 осіб/км².  Було 226 помешкань (11/км²).
Расовий склад населення:
| - 93,4 % — корінних американців - 3,5 % — білих - 0,1 % — чорних або афроамериканців - 0,1 % — азіатів |

До двох чи більше рас належало 2,2 %. Частка іспаномовних становила 2,5 % від усіх жителів.
За віковим діапазоном населення розподілялося таким чином: 38,5 % — особи молодші 18 років, 56,2 % — особи у віці 18—64 років, 5,3 % — особи у віці 65 років та старші. Медіана віку мешканця становила 25,5 року. На 100 осіб жіночої статі у переписній місцевості припадало 87,9 чоловіків;  на 100 жінок у віці від 18 років та старших — 86,0 чоловіків також старших 18 років.
Середній дохід на одне домашнє господарство  становив 44 400 доларів США (медіана — 44 167), а середній дохід на одну сім'ю — 47 612 долари (медіана — 45 821). За межею бідності перебувало 28,3 % осіб, у тому числі 31,2 % дітей у віці до 18 років та 30,4 % осіб у віці 65 років та старших.
Цивільне працевлаштоване населення становило 233 особи. Основні галузі зайнятості: публічна адміністрація — 47,6 %, освіта, охорона здоров'я та соціальна допомога — 26,6 %, сільське господарство, лісництво, риболовля — 11,6 %, фінанси, страхування та нерухомість — 4,3 %.